# Les aventures de Sherlock Holmes
Les aventures de Sherlock Holmes (títol original en anglès: The Adventures of Sherlock Holmes) és una col·lecció de dotze relats curts escrita per Arthur Conan Doyle i publicada el 14 d'octubre de 1892. Conté les primeres històries curtes protagonitzades pel detectiu consultor Sherlock Holmes, que s'havien publicat en dotze números mensuals de The Strand Magazine, des de juliol de 1891 a juny de 1892. Els relats es recullen en la mateixa seqüència, que no es recolza en cap cronologia de ficció. Els únics personatges comuns a tots dotze són Holmes i el Dr. Watson, i tots estan relacionats en narrativa en primera persona des del punt de vista de Watson.
En general, les històries de Les aventures de Sherlock Holmes identifiquen i intenten corregir les injustícies socials, i Holmes es presenta com oferint un nou i més just sentit de la justícia en un món injust d'"incompetència oficial i privilegi aristocràtic". Les històries van tenir una bona acollida i van augmentar les xifres de subscripcions de The Strand Magazine, fet que va fer que Doyle pogués exigir més diners per al seu següent conjunt d'històries. La primera història, "Escàndol a Bohèmia", inclou el personatge d'Irene Adler, que, tot i que només apareix dins d'aquesta única història de Doyle, és un personatge destacat en les adaptacions modernes de Sherlock Holmes, generalment com un interès amorós per a Holmes. Doyle va incloure quatre de les dotze històries d'aquesta col·lecció en les seves dotze històries preferides de Sherlock Holmes, escollint "L'aventura de la banda clapejada" com la seva preferida.

## Entorn de l'obra
Doyle, que en aquells moments estava a Londres exercint com a oftalmòleg, aprofitava les estones quan no tenia pacients per escriure els relats sobre Holmes. Aquests van acabar tenint tant d'èxit que Doyle va poder deixar la seva feina per dedicar-se exclusivament a escriure.
Sidney Paget va il·lustrar els dotze relats a The Strand Magazine i a la col·lecció i va caracteritzar Holmes amb el barret deerstalker i la capa, que eren detalls que no s'esmentaven a les històries i a les novel·les.
La tirada inicial del llibre va ser de 10.000 còpies al Regne Unit i de 4.500 més als Estats Units, que van ser publicades per Harper Brothers l'endemà. El llibre va ser prohibit a la Unió Soviètica el 1929 a causa del seu suposat "ocultisme", però el llibre va guanyar popularitat en un mercat negre de llibres igualment prohibits, i la restricció es va aixecar el 1940.

## Relats

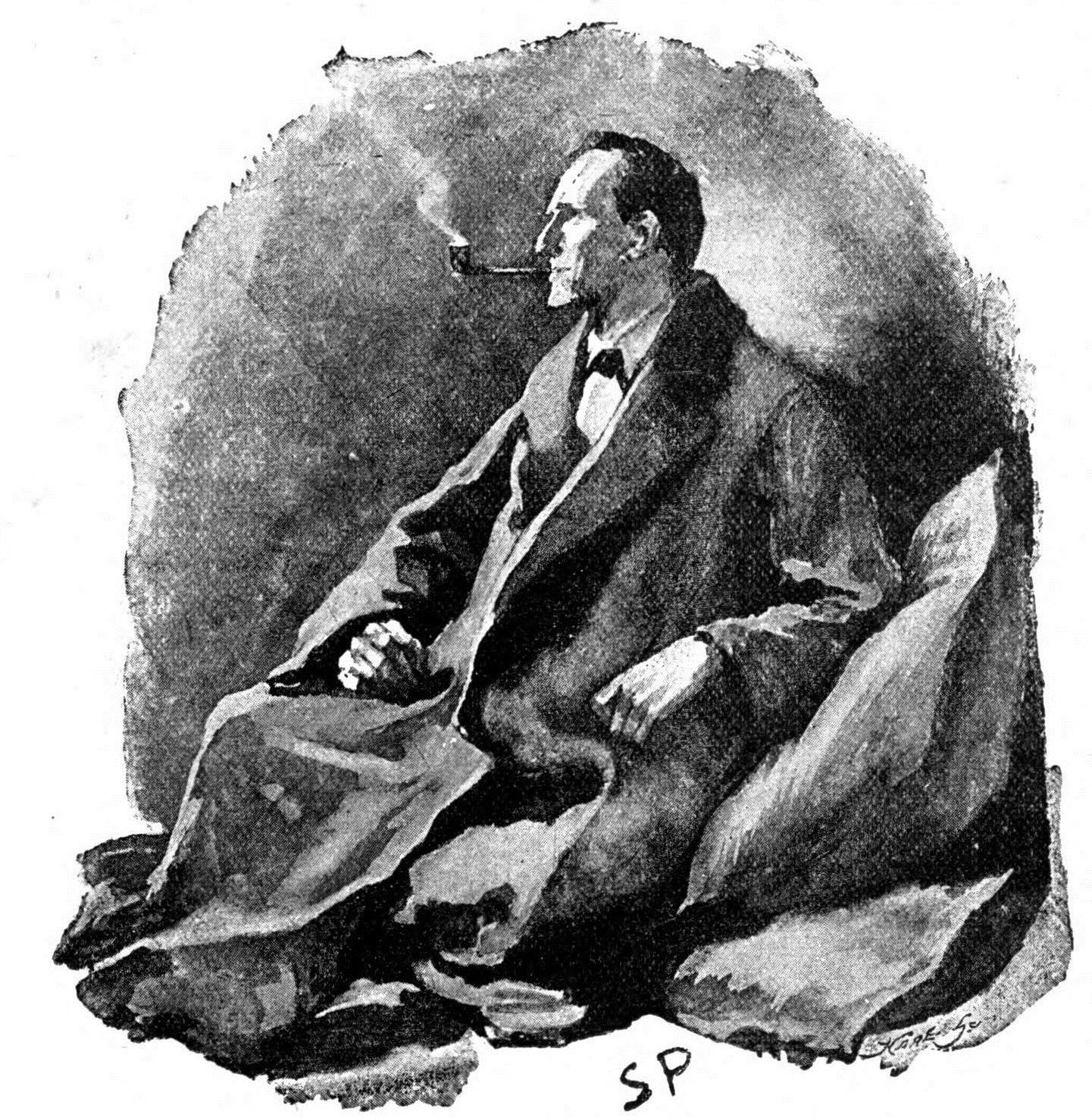
Il·lustració feta per Sidney Paget de Sherlock Holmes, de "L'home del llavi tort".

Aquesta és la seqüència de publicació dels relats de Les aventures de Sherlock Holmes:
- "Escàndol a Bohèmia" ("A Scandal in Bohemia"): juliol de 1891
- "La Lliga dels Pèl-rojos" ("The Red-Headed League"): agost de 1891
- "Un cas d'identitat" ("A Case of Identity"): setembre de 1891
- "El misteri de la vall Boscombe" ("The Boscombe Valley Mystery"): octubre de 1891
- "Les cinc llavors de taronja" ("The Five Orange Pips"): novembre de 1891
- "L'home del llavi tort" ("The Man with the Twisted Lip"): desembre de 1891
- "L'aventura del carboncle blau" ("The Adventure of the Blue Carbuncle"): gener de 1892
- "L'aventura de la banda clapejada" ("The Adventure of the Speckled Band"): febrer de 1892
- "L'aventura del dit polze de l'enginyer" ("The Adventure of the Engineer's Thumb"): març de 1892
- "L'aventura de l'aristòcrata fadrí" ("The Adventure of the Noble Bachelor"): abril de 1892
- "L'aventura de la diadema de berils" ("The Adventure of the Beryl Coronet"): maig de 1892
- "El misteri dels faigs de coure" ("The Adventure of the Copper Beeches"): juny de 1892